# Рикардо Росејо
Рикардо Антонио Росејо Неварес (шп. Ricardo Antonio Rosselló Nevares; Сан Хуан, 7. март 1979) порторикански је политичар, научник и бизнисмен. Од 2017, Росејо је на функцији 12. гувернера Порторика. Син је бившег гувернера Порторика и хирурга-педијатра, Педра Росеја.
Протестанти захтевају да гувернер Росејо поднесе оставку након „Телеграмгејт” (енгл. Telegramgate) скандала његовог кабинета са порукама на друштвеним мрежама.